# جوزيف ستيوارد
جوزيف ستيوارد (بالإنجليزية: Joseph Steward)‏ هو رسام أمريكي، ولد في 6 يوليو 1753، وتوفي في 15 أبريل 1822.